# Péonga
Péonga är en ort i Benin.   Den ligger i departementet Borgou, i den nordöstra delen av landet, 400 km norr om huvudstaden Porto-Novo. Péonga ligger 398 meter över havet och antalet invånare är 11 843.
Terrängen runt Péonga är huvudsakligen platt. Péonga ligger uppe på en höjd. Péonga är det största samhället i trakten.
Omgivningarna runt Péonga är huvudsakligen savann. Runt Péonga är det ganska glesbefolkat, med 25 invånare per kvadratkilometer.